# پایگاه هوایی سیدی سلیمین
پایگاه هوایی سیدی سلیمین (به انگلیسی: Sidi Slimane Air Base) (به زبان بومی: Fifth Royal Air Force Base) یک فرودگاه نظامی است که یک باند فرود آسفالت دارد و طول باند آن ۳۴۴۵ متر است. این فرودگاه در کشور مراکش قرار دارد و در ارتفاع ۵۵ متری از سطح دریا واقع شده است.